# مشطا
قرية مشطا هي إحدى القري التابعة لمركز طما بمحافظة سوهاج في جمهورية مصر العربية. حسب إحصاءات سنة 2006، بلغ إجمالي السكان في مشطا 23696 نسمة، منهم 12410 رجل و11286 امرأة.